# Legio XXII Deiotariana
Die Legio XXII Deiotariana (auch Legio XXII Deioteriana, vereinzelt Legio XXII Cyrenaica) war eine Legion der römischen Armee, die von ca. 47 v. Chr. bis vermutlich um 135 n. Chr. bestand. Das Emblem der Legion ist nicht überliefert.

## Geschichte der Legion

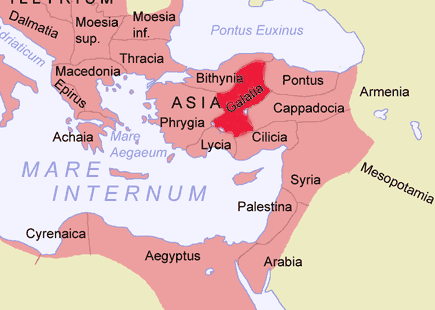
Die Legio XXII Deiotariana wurde in Galatia aufgestellt.

### Ursprung und Republik
Der Name der Legion leitet sich von Deiotarus ab, dem König des keltischen Stammes der Tolistobogier, der in Kleinasien sesshaft und ein Verbündeter des römischen Reiches war. 63 v. Chr. wurde er von dem römischen Feldherrn Pompeius zum König aller kleinasiatischen Kelten (meist Galater genannt) erhoben. Mit römischer Unterstützung und nach römischem Vorbild hob Deiotarus eine starke Armee aus, die nach einem Bericht 48 v. Chr. aus 12.000 Infanteristen und 2.000 Kavalleristen bestand. Cicero schreibt, dass die Armee sich in dreißig Kohorten unterteilte, was nach dem damaligen römischen System drei Legionen entspräche.
Nach einer schweren römischen Niederlage gegen Pharnakes II. von Pontos wurden die überlebenden Soldaten in einer einzigen Legion zusammengefasst, die u. a. unter Gaius Iulius Caesar für das verbündete Rom in der Schlacht bei Zela (47 v. Chr.) eingesetzt wurde.
Im Bürgerkrieg zwischen Marcus Antonius und Octavian, kämpfte die Legion zunächst, vermutlich unter Lucius Pinarius Scarpus, auf der Seite Antonius’.

### Julisch-claudische Dynastie
Spätestens im Jahr 25 v. Chr. mit der Eingliederung Galatiens ins römische Reich, wurde diese Legion Teil des römischen Militärs und erhielt die offizielle Bezeichnung Legio XXII Deiotariana. Vermutlich verlegte Augustus die Legion bereits im Jahr 25 v. Chr. nach Aegyptus, wo sie seit dem Jahr 8 v. Chr. auch inschriftlich bei Alexandria nachgewiesen wurde.
Möglicherweise nahm die Legion wenigstens teilweise an dem Feldzug gegen die jemenitischen Königreiche (26–25 v. Chr.) teil. Dieser Feldzug geriet jedoch schnell ins Stocken, und die Nubier nutzten die Gelegenheit und griffen das römische Reich an. Als Ägypten selbst in Gefahr geriet, warfen die Römer alle Kräfte zurück und marschierten den Nil hinauf zur nubischen Hauptstadt Napata. Nach dieser Aktion blieb es lange ruhig entlang der nubischen Front, und die Legionäre konnten sich wieder mehr auf innerrömische Konflikte konzentrieren. In den folgenden Jahren wurden die Soldaten jedoch nicht nur zum Kämpfen entsandt, sondern auch als Arbeitskräfte eingesetzt; so arbeiteten sie z. B. in den Granitbrüchen des Mons Claudianus. Andere Legionäre wurden in den tiefsten Süden der Provinz geschickt, wo sie ihre Namen in den Stein der so genannten „Memnonkolosse“ einritzten.
Ab den Jahren 7 bis 9 n. Chr., spätestens seit dem Jahr 35 teilte sie ihr Legionslager in Nikopolis in Unterägypten mit der Legio III Cyrenaica. Beide Legionen unterstanden dem praefectus exercitus qui est in Aegypto. Eine Vexillation beider Legionen baute in julisch-claudischer Zeit eine Straße von Koptos zum Roten Meer aus. Im Jahr 38 brachen in Alexandria antisemitische Unruhen aus, die den Einsatz der Legionen erforderten. Eine Vexillation wurde für Caligulas Germanienfeldzug im Jahr 39 an den Rhein verlegt.
Im Jahr 63 wurden einige Teile der Legion in einen Feldzug unter Gnaeus Domitius Corbulo gegen die Parther geschickt. Im Judäischen Krieg (66–70 n. Chr.) wurden die XXII Deiotariana und III Cyrenaica gegen die judäische Bevölkerung Alexandrias eingesetzt, wo es zwischen den verschiedenen ethnischen und religiösen Gruppen Spannungen gab. Das Stadtviertel Delta, in dem die Juden wohnten, wurde trotz heftigem Widerstands erobert, geplündert und gebrandschatzt. Es soll 50.000 Tote gegeben haben, bevor der praefectus Alexandreae et Aegypti Tiberius Iulius Alexander die Truppen zurückrief.

### Flavische Dynastie
Tiberius Iulius Alexander, der Praefectus Aegypti, rief Vespasian im Vierkaiserjahr am 1. Juli 69 zum Kaiser aus. Die Legio XXII Deiotariana stellte sich wie alle Legionen im Orient und an der Donaugrenze zu Vespasian, der damit über das Gros der Armee verfügen konnte und als Sieger aus dem Bürgerkrieg hervorging. Im Jahr 70 wurde eine etwa 2000 Mann starke Vexillation der Legionen Legio XXII Deiotariana und III Cyrenaica unter der Führung von Gaius Aeternius Fronto zur Niederschlagung des Aufstandes nach Judaea geschickt.

### Adoptivkaiser
Im Jahr 115 brach auch in Ägypten und dem angrenzenden Cyrene der Diasporaaufstand aus, doch waren die Legio XXII Deiotariana und die in Ägypten verbliebenen Teile der Legio III Cyrenaica zu schwach um der Rebellion ein schnelles Ende zu setzen. Eine Vexillation der Legionen Legio XXII Deiotariana und Legio III Cyrenaica wurde in die benachbarte Provinz Cyrenaica entsandt, um dort Truppenaushebungen vorzunehmen. Quintus Marcius Turbo brachte Ende 116 Verstärkung heran und erstickte den Aufstand im Spätsommer 117 durch sein hartes Vorgehen.
Nach dem letzten datierbaren Beleg war die Legion im Jahr 119 noch in Ägypten stationiert. Möglicherweise wurde sie wegen ihres Versagens bei der Niederschlagung des Aufstandes von 121/122 in Alexandria aufgelöst.
Andere Historiker halten auch eine Verlegung nach Palaestina im Jahr 123 für möglich. Zu dieser Zeit hielt sich Hadrian in der Region auf um auf die parthische Bedrohung zu reagieren. Der Chronist Sextus Iulius Africanus schrieb etwa 100 Jahre später in seinen Chronographiae, dass eine römische „Phalanx“ von den Pharisäern mit vergiftetem Wein ermordet wurden. Ein Bezug auf die Legio XXII Deiotariana wird jedoch mehrheitlich angezweifelt.
Nach einer weiteren Theorie wurde die Legio XXII Deiotariana vor 127 von der Legio II Traiana fortis in ihrer Garnison bei Alexandria verstärkt oder ersetzt. Unsicherheit besteht darüber, ob die XXII. bereits um 126 oder erst zu Beginn des Bar-Kochba-Aufstands (132–136) nach Palaestina verlegt und dort aufgerieben wurde. Auch die Auflösung der Legion aufgrund eines Vergehens kann in Betracht gezogen werden.
Spätestens 145, als eine Liste aller Legionen erstellt wurde, existierte sie nicht mehr.